# Huis Buren
Het Huis Buren is een voormalig kasteel in de gemeente Buren in de Nederlandse provincie Gelderland, westelijk gelegen van het stadje Buren. Het kasteel was een van de grootste kastelen in Nederland. Het kasteel werd in 1804 door de regering voor afbraak verkocht. Vandaag de dag staat er slechts een monument uit 1899 op de plek waar vroeger de brug naar de voorburcht was (geplaatst op initiatief van de schrijver Huf van Buren).

## Geschiedenis
De oudste vermelding van het kasteel stamt uit 1298. Otto, de heer van Buren, en zijn zoon Allard moesten het huis afstaan aan Reinoud I van Gelre, Graaf van Gelre. Zij mochten op het kasteel blijven als leenmannen van de graaf en later de hertog van Gelre.
Na een machtswisseling in de 15e eeuw door het huis Egmont werd het kasteel nog verder uitgebreid maar weer zwaar beschadigd in 1572/1573 toen de Spanjaarden de stad overnamen. Vanaf 1630 werd het kasteel door prins Frederik Hendrik gerestaureerd. Na het overlijden van Frederik Hendrik werd het kasteel niet meer bewoond en raakte het in verval. In 1672 en 1795 werd het kasteel bezet door Franse troepen.
In 1795 werden de bezittingen van de Oranjes verbeurd verklaard door de Fransen. Ten slotte besloot de regering in 1804 het kasteel voor afbraak te verkopen. Met de stenenopbrengst werden andere huizen gerestaureerd of werden er geheel nieuwe huizen van gebouwd. Deze huizen worden in Buren nu vaak "kasteelhuizen" genoemd. Ook de stadsmuren zijn gerestaureerd met stenen uit het kasteel.
De voorpoort was het laatste deel dat werd gesloopt. Deze werd nog een lange tijd gebruikt als gevangenis en kamerverhuur. Maar ook deze voorpoort werd gesloopt, in 1883. Het kasteelterrein is vandaag de dag nog herkenbaar op luchtfoto's, de grachten en wallen zijn nog aanwezig.

## Afbeeldingen

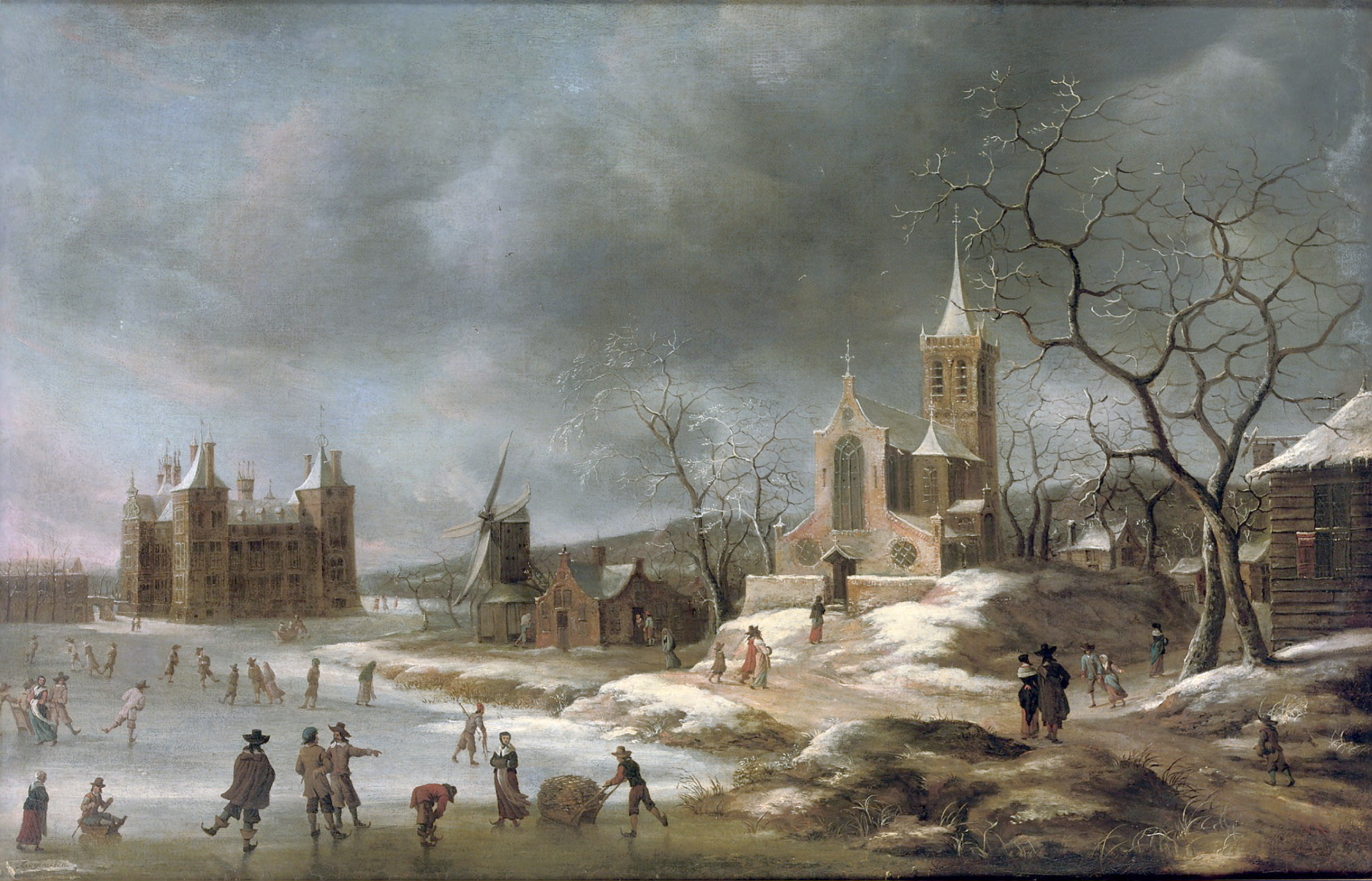
Een winterlandschap bij het kasteel Buren, door Jan Abrahamsz. van Beerstraten (omgeving niet juist).
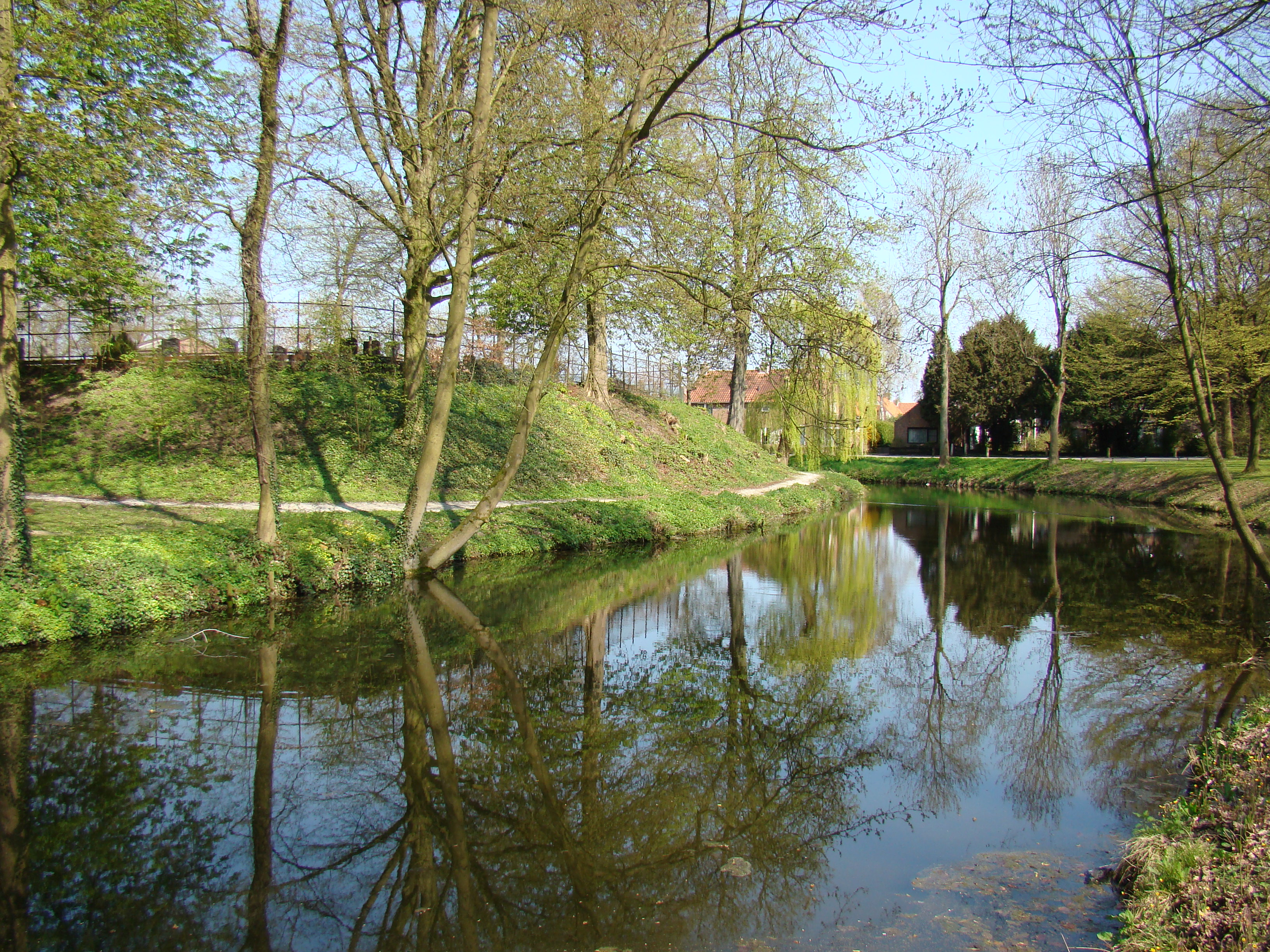
Rondeel en gracht van Huis Buren.
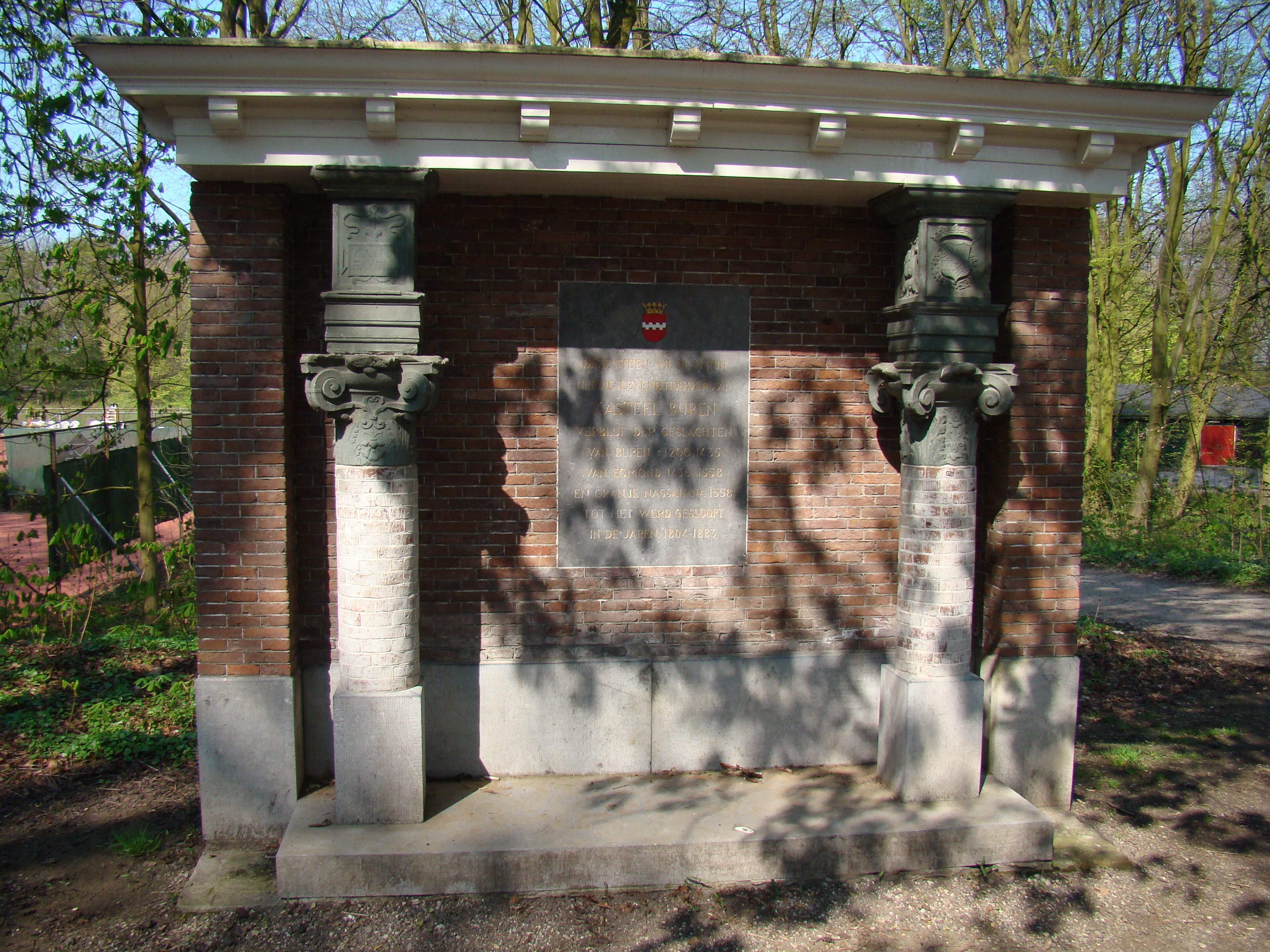
Herinneringsmonument Huis Buren.
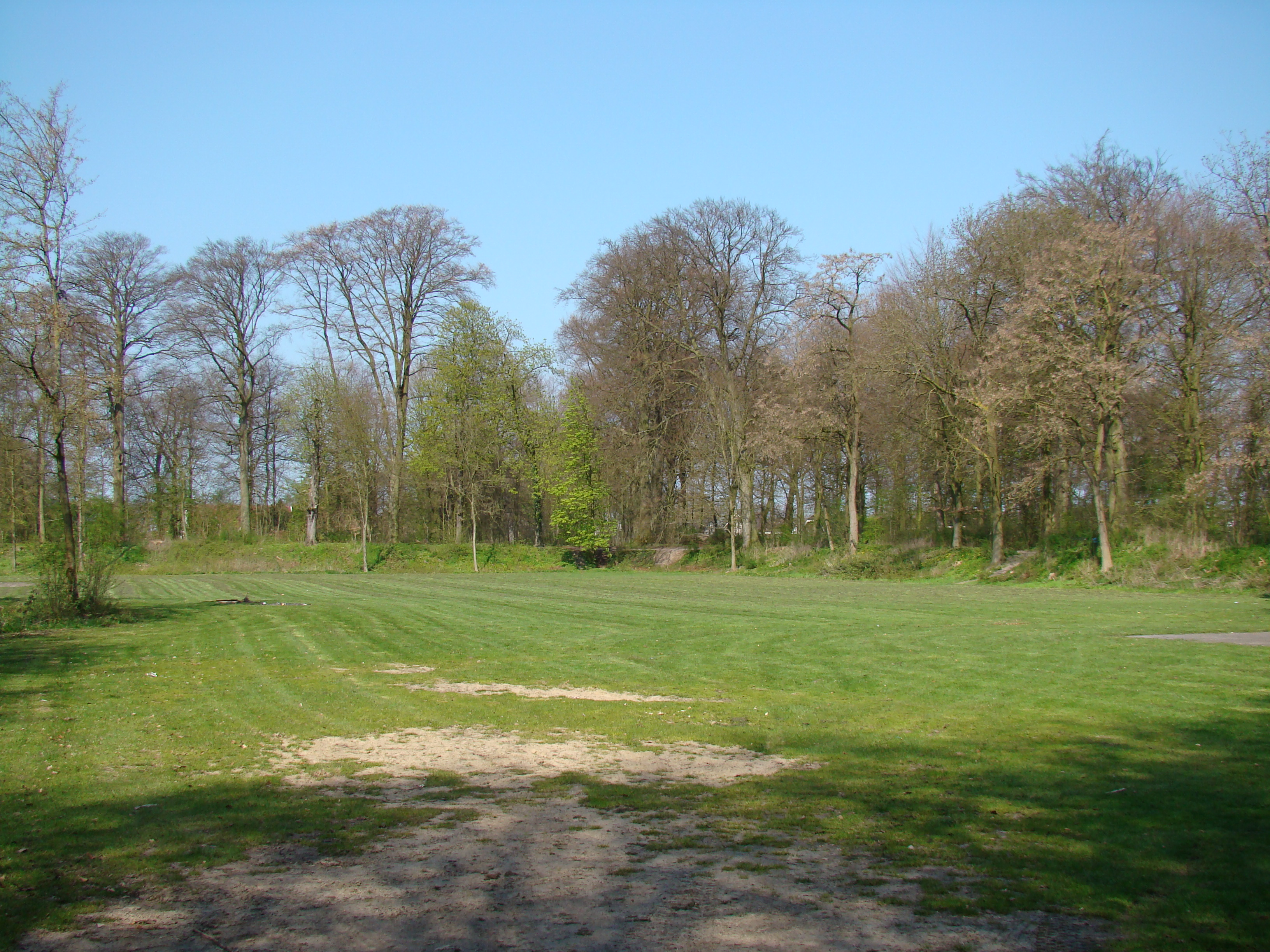
Kasteelterrein.